# La forja de un rebelde (novela)
La forja de un rebelde es una obra autobiográfica novelada, del escritor español Arturo Barea, publicada en el exilio entre 1940 y 1945 en Inglaterra. La compone una trilogía dividida por el autor en tres volúmenes que retratan las cuatro primeras décadas del siglo XX en España.
George Orwell alabó la trilogía, mientras que Gabriel García Márquez consideró que se encontraba entre «los diez mejores libros escritos en España desde la guerra civil». La obra no pudo editarse en España hasta finales de los años 1970 (editorial Turner), una vez muerto el dictador Franco, gracias a la labor del editor José Esteban.

## La  forja(1941)
En La forja (cuya redacción fue concluida en Francia en 1939, según recuerda el autor) se desarrolla la historia de formación como persona del autor, ya que el relato parte desde su infancia en Madrid donde el protagonista estudia en las Escuelas Pías de San Fernando del barrio de Lavapiés a comienzos del siglo XX, en la época en la que su madre era lavandera de ropa militar en el río Manzanares. La novela refleja la trayectoria personal del protagonista a lo largo de varios trabajos, desde pasar por aprendiz en varios comercios y trabajar de mensajero sin sueldo en un banco, una oficina de patentes, y otros oficios. Describe con lenguaje directo las crudas diferencias de clase en la sociedad madrileña.

## La ruta(1943)
En La ruta se narra la experiencia del autor en la guerra del Rif durante el protectorado español de Marruecos, dando anécdotas sobre personajes militares como Francisco Franco o Millán Astray. También atestigua masacres sufridas en ambos bandos, por la incompetencia y la corrupción de los mandos militares españoles en el conflicto, y describe los efectos que produce el desastre de Annual en su estado de ánimo.

## La llama(1946)
En la última parte, Barea narra su experiencia de la guerra civil española vivida a lo largo de la llamada batalla de Madrid. El protagonista, que trabaja de enlace en las instalaciones republicanas en la Telefónica, acaba exiliándose a Inglaterra en el año 1938.

## Estilo y versiones
En el conjunto de esta obra pueden diferenciarse, además de la trama narrativa común a la novela española de posguerra, dos géneros subsidiarios: el género bélico (con el relato de la participación española en la guerra contra Marruecos) y el género político, con el golpe de Estado de Primo de Rivera y los sucesivos ataques y negociaciones que se produjeron.
El director de cine Mario Camus, realizó una serie televisiva de 6 capítulos basada en la obra, titulada como la misma novela y producida por TVE en el año 1990.